# Hoheria sexstylosa
Hoheria sexstylosa (Engels: long-leaved lacebark) is een plantensoort uit de kaasjeskruidfamilie (Malvaceae). Het is een groendblijvende boom met een grijze stam en leerachtige getande bladeren. Deze bladeren zijn 7 tot 14 centimeter lang en 4 tot 6 centimeter breed, en dan het breedst aan de basis. Deze bladeren zijn 5 tot 15 centimeter lang en 1 tot 5 centimeter breed, en dan het breedst in het midden. Juveniele planten hebben verwarde takken met ronde bladeren van slechts 1 tot 3 centimeter lang en met 3-5 stompe tanden. De boom heeft grote witte bloemen die zich later ontwikkelen tot een gevleugelde droge vrucht, die tussen april en augustus verschijnt. 
De soort is endemisch in Nieuw-Zeeland. Hij komt daar voor op het zuidelijke deel van het Noordereiland, in een gebied wat zich uitstrekt van het noorden van de regio Waikato en het schiereiland Coromandel tot in Wellington en Wairarapa. Op het Zuidereiland bevinden zich enkele lokale en wilde populaties van deze soort. De boom groeit in zowel kust-, laagland- als bergbossen en daarnaast ook in ooibossen.

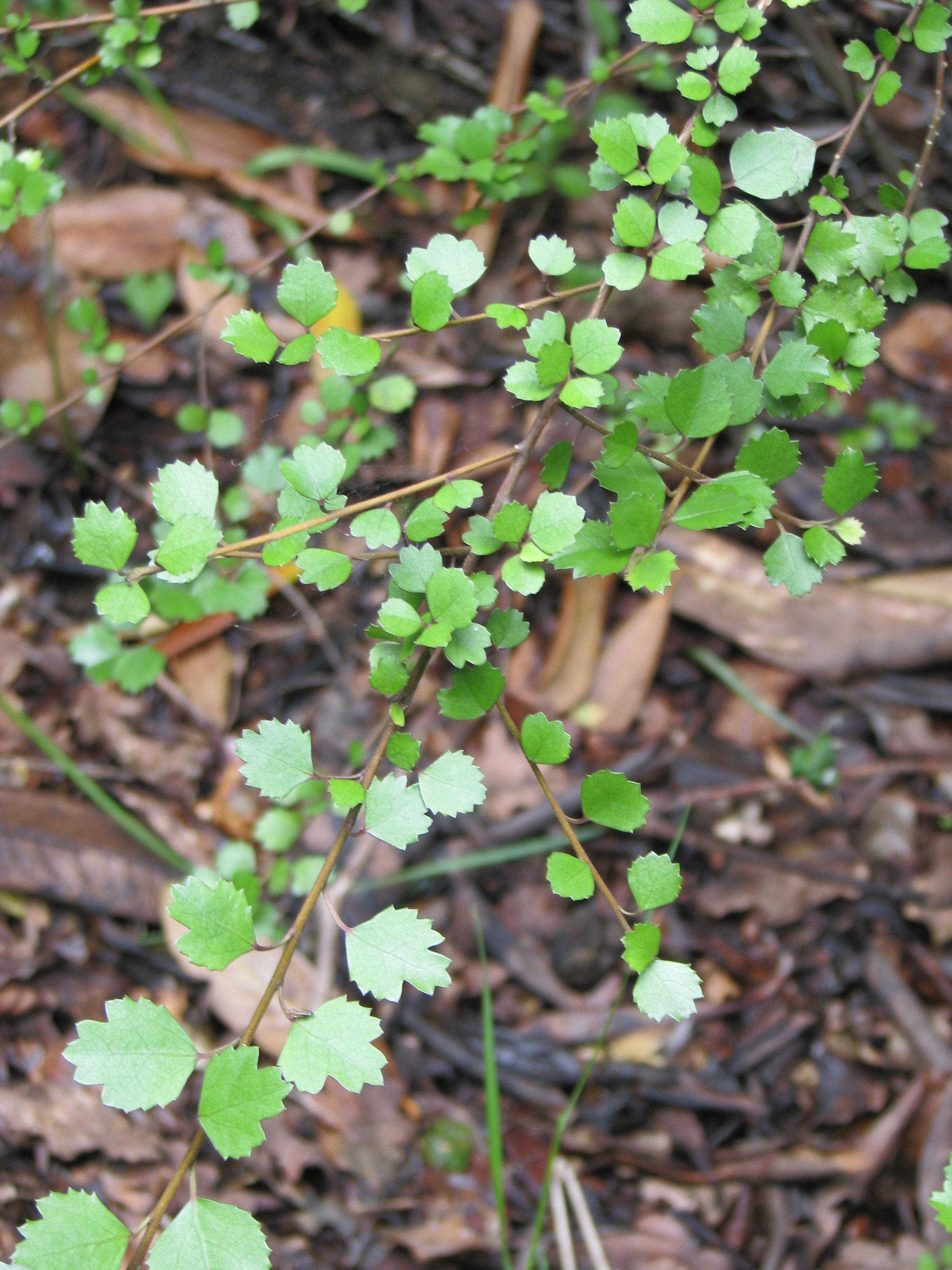
Jonge loten
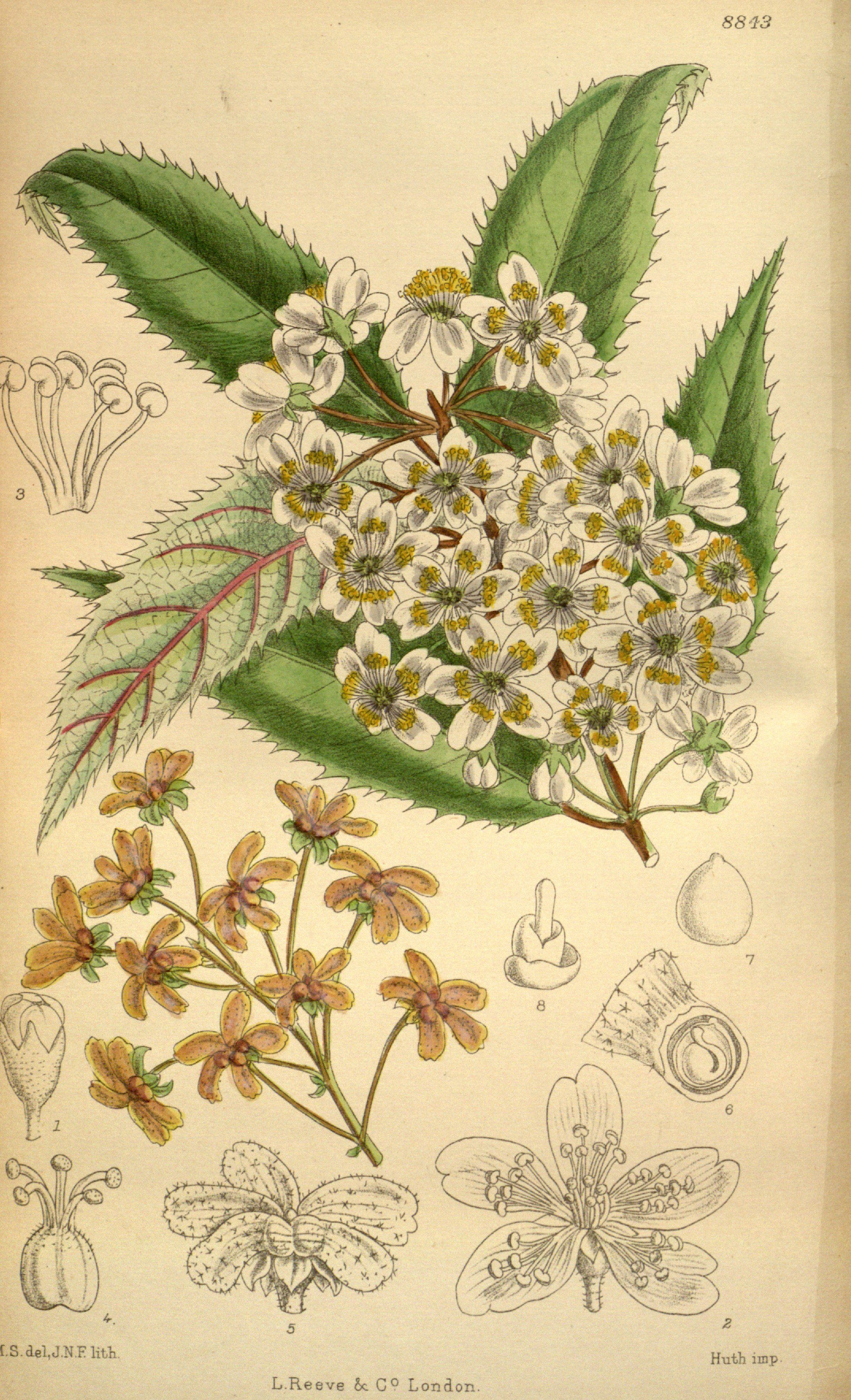
Bloemen